# Dietes iridioides
Dietes iridioides är en irisväxtart som först beskrevs av Carl von Linné, och fick sitt nu gällande namn av Robert Sweet och Friedrich Wilhelm Klatt. Dietes iridioides ingår i släktet Dietes och familjen irisväxter. Inga underarter finns listade i Catalogue of Life.

## Bildgalleri

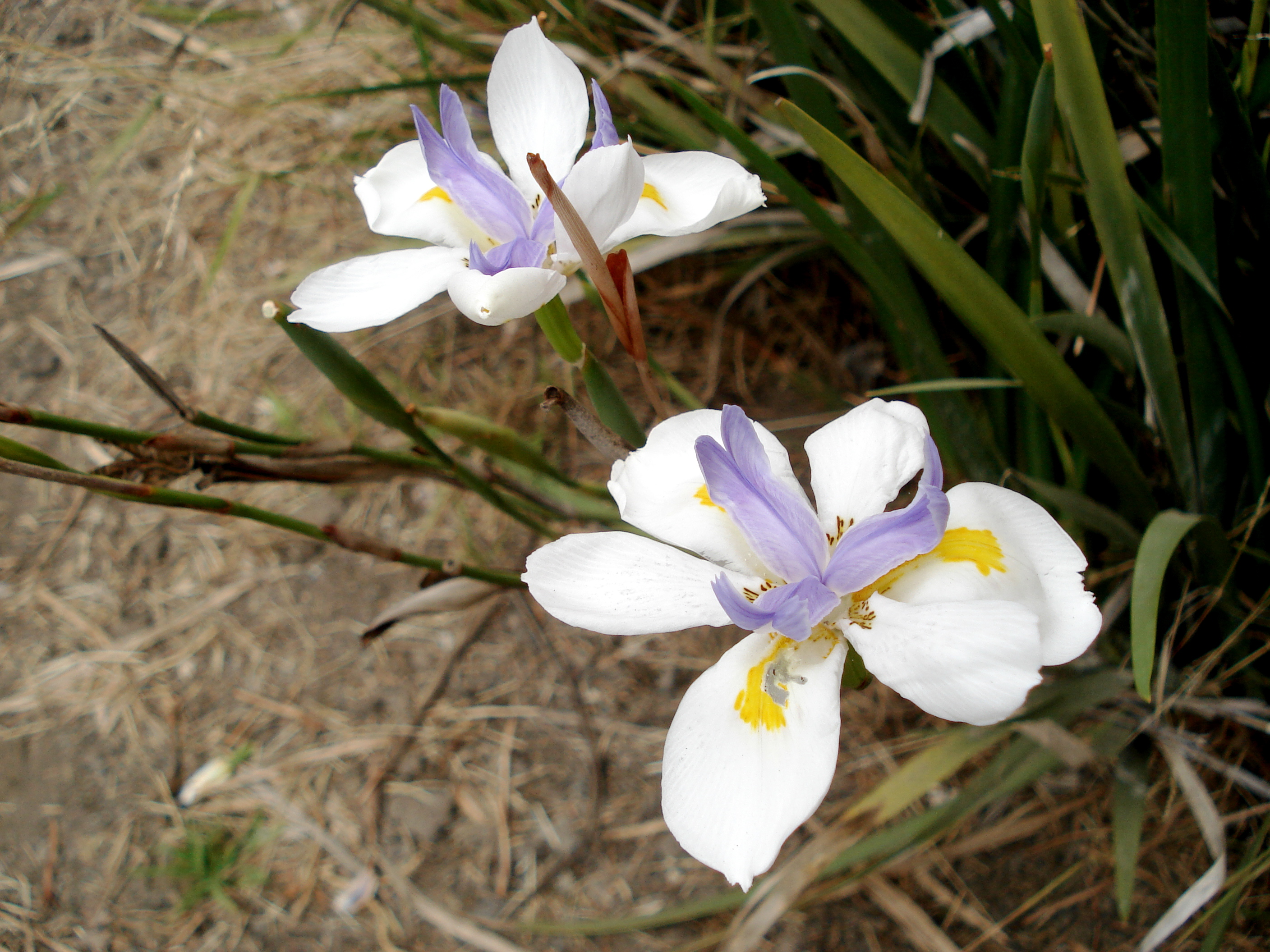
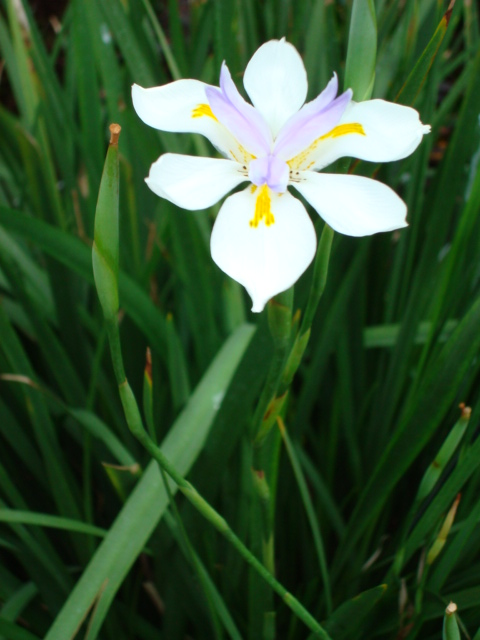
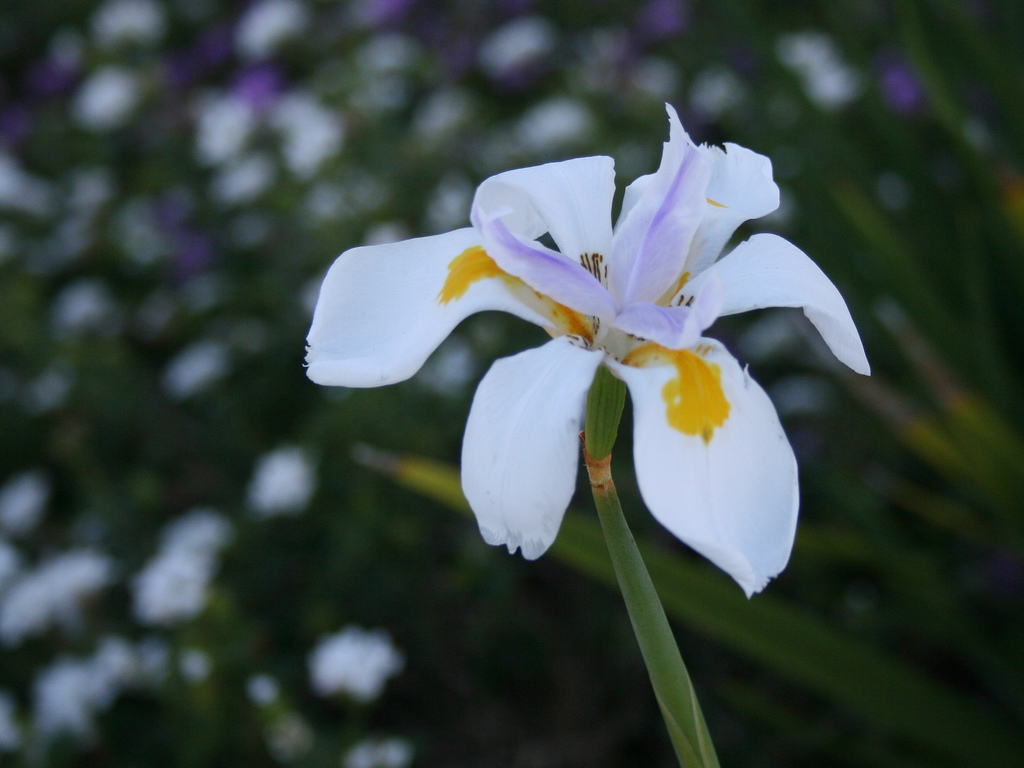